# Premjer-Liga (mannenbasketbal)
Kampioenschap van de Sovjet-Unie en GOS. In 1923, 1924, 1928, 1934, 1935, 1936, 1956, 1959, 1963 en 1967 werd er gespeeld met teams uit de verschillende Sovjetrepublieken, steden en regio's binnen de Sovjet-Unie.

## Winnaars Sovjet kampioenschap basketbal
| Jaar                                           | Goud                                                    | Zilver                                                  | Brons                                                   | Bijzonderheden |
| ---------------------------------------------- | ------------------------------------------------------- | ------------------------------------------------------- | ------------------------------------------------------- | --- |
| Landskampioen (steden) Sovjet-Unie (1923-1936) |                                                         |                                                         |                                                         | |
| 1923                                           | Kampioenswedstrijd tussen Team Moskou en Team Petrograd | Kampioenswedstrijd tussen Team Moskou en Team Petrograd | Kampioenswedstrijd tussen Team Moskou en Team Petrograd | De wedstrijd eindige in 32-31 in het voordeel van Team Moskou. Het team uit Petrograd diende een protest in. Het kampioenschap werd ongeldig verklaard. |
| 1924                                           | Team Moskou                                             | Team Oeral                                              |                                                         | |
| 1928                                           | Team Moskou                                             | Oekraïense SSR                                          |                                                         | |
| 1934                                           | Team Leningrad                                          | Team Moskou                                             | Team Odessa                                             | |
| 1935                                           | Team Moskou                                             | Team Leningrad                                          | Team Tbilisi                                            | |
| 1936                                           | Team Leningrad                                          | Team Moskou                                             | Team Odessa                                             | |
| Kampioenen Sovjet-Unie (1936-1991)             |                                                         |                                                         |                                                         | |
| 1937                                           | Dinamo Moskou                                           | Krasnaja Zarja Leningrad                                | Lokomotiv Moskou                                        | |
| 1938                                           | Boerevestnik Leningrad                                  | Lokomotiv Moskou                                        | GOLIFK Leningrad                                        | |
| 1939                                           | Lokomotiv Moskou                                        | GOLIFK Leningrad                                        | Lokomotiv Tbilisi                                       | |
| 1940                                           | Boerevestnik Leningrad                                  | Lokomotiv Tbilisi                                       | Lokomotiv Moskou                                        | |
| 1944                                           | DKA Tbilisi                                             | Dinamo Moskou                                           | Lokomotiv Moskou                                        | |
| 1945                                           | CDKA Moskou                                             | DKA Tbilisi                                             | Kalev Tallinn                                           | |
| 1946                                           | TDO Tbilisi                                             | CDKA Moskou                                             | Dinamo Moskou                                           | |
| 1947                                           | SKIF Kaunas                                             | Dinamo Tbilisi                                          | CDKA Moskou                                             | |
| 1948                                           | Dinamo Moskou                                           | Stroitel Moskou                                         | Dinamo Tbilisi                                          | |
| 1949                                           | USK Tartu                                               | SKIF Kaunas                                             | VVS MVO Moskou                                          | |
| 1950                                           | Dinamo Tbilisi                                          | USK Tartu                                               | VVS MVO Moskou                                          | |
| 1951                                           | Žalgiris Kaunas                                         | VVS MVO Moskou                                          | USK Tartu                                               | |
| 1952                                           | VVS MVO Moskou                                          | Žalgiris Kaunas                                         | Dinamo Tbilisi                                          | |
| 1953                                           | Dinamo Tbilisi                                          | CDSA Moskou                                             | Žalgiris Kaunas                                         | |
| 1954                                           | Dinamo Tbilisi                                          | CDSA Moskou                                             | Žalgiris Kaunas                                         | |
| 1955                                           | ODO Riga                                                | CSK MO Moskou                                           | Žalgiris Kaunas                                         | |
| 1956                                           | Letse SSR                                               | RSFSR Moskou                                            | Litouwse SSR                                            | I. Spartakiad van de volkeren van de USSR |
| 1957                                           | OSK Riga                                                | CSK MO Moskou                                           | Dinamo Moskou                                           | |
| 1958                                           | SKVO Riga                                               | CSK MO Moskou                                           | Dinamo Moskou                                           | |
| 1959                                           | RSFSR Moskou                                            | Georgische SSR                                          | Letse SSR                                               | II. Spartakiad van de volkeren van de USSR |
| 1960                                           | CSKA Moskou                                             | Dinamo Tbilisi                                          | VEF Riga                                                | |
| 1961                                           | CSKA Moskou                                             | Dinamo Tbilisi                                          | SKA Riga                                                | |
| 1962                                           | CSKA Moskou                                             | SKA Riga                                                | Stroitel Kiev                                           | |
| 1963                                           | RSFSR Moskou                                            | Oekraïense SSR                                          | Letse SSR                                               | III. Spartakiad van de volkeren van de USSR |
| 1964                                           | CSKA Moskou                                             | SKA Riga                                                | Stroitel Kiev                                           | |
| 1965                                           | CSKA Moskou                                             | Stroitel Kiev                                           | Dinamo Tbilisi                                          | |
| 1966                                           | CSKA Moskou                                             | Stroitel Kiev                                           | VEF Riga                                                | |
| 1967                                           | Oekraïense SSR                                          | Estische SSR                                            | RSFSR Moskou                                            | IV. Spartakiad van de volkeren van de USSR |
| 1968                                           | Dinamo Tbilisi                                          | SKA Kiev                                                | CSKA Moskou                                             | |
| 1969                                           | CSKA Moskou                                             | Dinamo Tbilisi                                          | Spartak Leningrad                                       | |
| 1970                                           | CSKA Moskou                                             | Spartak Leningrad                                       | Stroitel Kiev                                           | |
| 1971                                           | CSKA Moskou                                             | Spartak Leningrad                                       | Žalgiris Kaunas                                         | |
| 1972                                           | CSKA Moskou                                             | Spartak Leningrad                                       | SKA Kiev                                                | |
| 1973                                           | CSKA Moskou                                             | Spartak Leningrad                                       | Žalgiris Kaunas                                         | |
| 1974                                           | CSKA Moskou                                             | Spartak Leningrad                                       | Stroitel Kiev                                           | |
| 1975                                           | Spartak Leningrad                                       | CSKA Moskou                                             | Dinamo Moskou                                           | |
| 1976                                           | CSKA Moskou                                             | Spartak Leningrad                                       | Dinamo Moskou                                           | |
| 1977                                           | CSKA Moskou                                             | Stroitel Kiev                                           | Dinamo Tbilisi                                          | |
| 1978                                           | CSKA Moskou                                             | Spartak Leningrad                                       | Žalgiris Kaunas                                         | |
| 1979                                           | CSKA Moskou                                             | Stroitel Kiev                                           | Statyba Vilnius                                         | |
| 1980                                           | CSKA Moskou                                             | Žalgiris Kaunas                                         | Dinamo Moskou                                           | |
| 1981                                           | CSKA Moskou                                             | Stroitel Kiev                                           | Spartak Leningrad                                       | |
| 1982                                           | CSKA Moskou                                             | Stroitel Kiev                                           | Dinamo Moskou                                           | |
| 1983                                           | CSKA Moskou                                             | Žalgiris Kaunas                                         | Stroitel Kiev                                           | |
| 1984                                           | CSKA Moskou                                             | Žalgiris Kaunas                                         | Stroitel Kiev                                           | |
| 1985                                           | Žalgiris Kaunas                                         | CSKA Moskou                                             | Spartak Leningrad                                       | |
| 1986                                           | Žalgiris Kaunas                                         | CSKA Moskou                                             | Spartak Leningrad                                       | |
| 1987                                           | Žalgiris Kaunas                                         | CSKA Moskou                                             | Spartak Leningrad                                       | |
| 1988                                           | CSKA Moskou                                             | Žalgiris Kaunas                                         | Stroitel Kiev                                           | |
| 1989                                           | Stroitel Kiev                                           | Žalgiris Kaunas                                         | CSKA Moskou                                             | |
| 1990                                           | CSKA Moskou                                             | Dinamo Moskou                                           | Boedivelnik Kiev                                        | |
| 1991                                           | Kalev Tallinn                                           | Spartak Leningrad                                       | VEF Riga                                                | |
| Kampioen GOS (1992)                            |                                                         |                                                         |                                                         | |
| 1992                                           | Spartak Sint-Petersburg                                 | Zjoeldoez Alma-Ata                                      | Dinamo Moskou                                           | |

## Winnaars aller tijden
| Club                    | Winnaar | Jaar                                                         |
| ----------------------- | ------- | ------------------------------------------------------------ |
| CSKA Moskou             | 24      | 1945, 1960-1962, 1964-1966, 1969-1974, 1976-1984, 1988, 1990 |
| Žalgiris Kaunas         | 5       | 1947, 1951, 1985-1987                                        |
| Dinamo Tbilisi          | 4       | 1950, 1953, 1954, 1968                                       |
| SKA Riga                | 3       | 1955, 1957, 1958                                             |
| Dinamo Moskou           | 2       | 1937, 1948                                                   |
| Boerevestnik Leningrad  | 2       | 1938, 1940                                                   |
| TDO Tbilisi             | 2       | 1944, 1946                                                   |
| Spartak Sint-Petersburg | 2       | 1975, 1992                                                   |
| Lokomotiv Moskou        | 1       | 1939                                                         |
| USK Tartu               | 1       | 1949                                                         |
| VVS MVO Moskou          | 1       | 1952                                                         |
| Boedivelnik Kiev        | 1       | 1989                                                         |
| Kalev Tallinn           | 1       | 1991                                                         |